# Kampfita
La kampfita és un mineral de la classe dels silicats. Rep el nom en honor del Dr. Anthony Robert Kampf (18 de juny de 1948 -), del Museu d'Història Natural del Comtat de Los Angeles, per les seves importants contribucions a l'estudi dels minerals nous i rars. Kampf ha ajudat a descriure aproximadament 160 espècies minerals noves.

## Característiques
La kampfita és un silicat de fórmula química Ba₁₂(Si11Al₅)O31(CO₃)₈Cl₅. Va ser aprovada com a espècie vàlida per l'Associació Mineralògica Internacional l'any 2000. Cristal·litza en el sistema monoclínic. La seva duresa a l'escala de Mohs és 3.
Segons la classificació de Nickel-Strunz, la kampfita pertany a «09.EG - Fil·losilicats amb xarxes dobles amb 6-enllaços més grans» juntament amb els següents minerals: cymrita, naujakasita, manganonaujakasita, dmisteinbergita, strätlingita, vertumnita, eggletonita, ganofil·lita, tamaïta, coombsita, zussmanita, franklinfil·lita, lennilenapeïta, parsettensita, estilpnomelana, latiumita, tuscanita, jagoïta, wickenburgita, hyttsjoïta, armbrusterita, britvinita i bannisterita.

## Formació i jaciments
Va ser descoberta a l'Esquire No. 1 claim, a la localitat de Rush Creek, al comtat de Fresno (Califòrnia, Estats Units). També ha estat descrita al proper Esquire No. 7 claim, a Big Creek. Aquests dos indrets són els únics de tot el planeta on ha estat descrita aquesta espècie mineral.